# Tịch Chỉ
Tịch Chỉ (tiếng Trung: 汐止區; bính âm: Xìzhǐ Qū ;Phiên âm Bạch thoại: si̍k-tsí-khu) là một khu (quận) của thành phố Tân Bắc, Trung Hoa Dân Quốc (Đài Loan). Xưa kia, Tịch Chỉ là nơi cư trú của thổ dân người Ketagalan. Khu vực Tịch Chỉ đã pháts triển nhanh chonhs trong hai thập niên 1980 và 1990 và hiện là nơi đặt trụ sở của các công ty đienẹ tử lớn của Đài Loan như Acer, Coiler, Garmin, Lanner Electronics và DFI. Tịch Chỉ nằm trên thung lũng sông Cơ Long và ở giữa Đài Bắc và Cơ Long, một vị trí địa lý quan trọng.